# Свистать всех наверх!
«Свистать всех наверх!» — художественный фильм режиссёра Исаака Магитона, снятый на киностудии им. Горького в 1970 году по повести Альберта Иванова «Обычные приключения „олимпийца“ Михаила Енохина».

## Сюжет
Миша Ерохин, приехавший отдохнуть к родственникам в небольшой южный приморский город (Керчь), всего на несколько лет старше своего племянника. Он не смог помочь ему справиться с хулиганящими соседскими мальчишками, но зато научил, как построить настоящий парусник из старой шлюпки.
Через некоторое время уже все ребята помогали Мише. Даже неисправимые хулиганы, задумавшие было отобрать шлюпку, бросили свою затею, поддавшись романтическому обаянию мечты о дальних плаваниях. К великому сожалению, назначенное отплытие не состоялось.
Мише пришлось возвращаться домой и до срока лететь в Ленинград. В аэропорту его провожали тётя Клава и Борька, покорённые любовью Миши к морю и парусам.

## В ролях
- Алёша Сапарев — Миша Ерохин
- Саша Павелко — Женька
- Виталий Чижиков — Борька
- Саша Ясенев — Васька Хихикало
- Вася и Серёжа Михалины — братья Мошкины
- Александр Елистратов — молчун
- Дая Смирнова — тётя Клава
- Лидия Королёва — эпизод
- Юрий Наумцев — моряк
- Лариса Данилина — эпизод
- Ольга Маркина — медноволосая дама

## Съёмочная группа
- Автор сценария: Альберт Иванов, В. Медведев
- Режиссёр-постановщик: Исаак Магитон
- Оператор-постановщик: Андрей Масленников
- Композитор: Александр Зацепин
- Текст песен: Михаил Пляцковский